# Cuyania

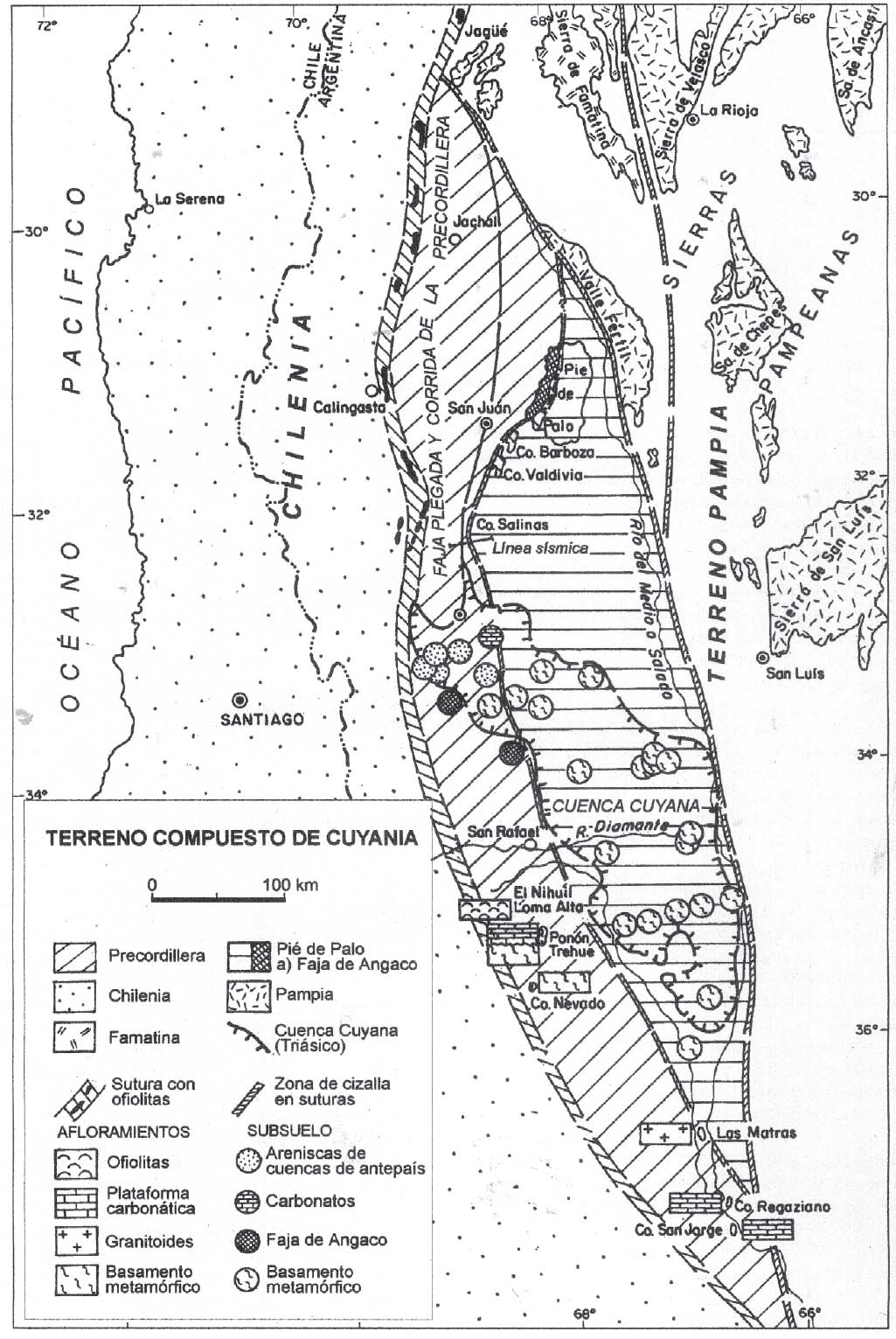
Mapa geológico mostrando los afloramientos actuales de Cuyania, según Ramos et al. (1998)

Cuyania es un microcontinente o terreno que colisionó contra el margen de Gondwana hacia fines del Ordovícico. Este hecho se ve reflejado en el desarrollo del arco magmático de las Sierras Pampeanas, en la Región del Cuyo en Argentina. 
La presencia de rocas carbonáticas con fósiles de trilobites olenélidos en la Precordillera llamó la atención a varios geólogos, quienes reconocieron esta fauna como característica de los Apalaches, en Estados Unidos. Asimismo, el análisis de las curvas de subsidencia de la plataforma carbonática de los Apalaches y de la Precordillera sanjuanina mostraba una llamativa coincidencia en la edad de la transición rift-drift. 
Con el reconocimiento de edades Greenville en el basamento de la Precordillera, diferentes a las edades Pampeanas, quedó en evidencia que este terreno había sido parte de Laurentia y luego se había amalgamado con Gondwana. La hipótesis del terreno Mejillones en la costa del norte de Chile es considerado por algunos geólogos como un solo bloque con Cuyania.